# Lechische Sprachen
Die lechischen Sprachen sind eine Untergruppe der westslawischen Sprachen.
Unter der Annahme, dass sich in gemeinslawischer Zeit (ca. 500 bis 800 n. Chr.) aus den westslawischen Dialekten eine Gruppe lechischer Dialekte ausgegliedert hat, fasst man die aus diesen Dialekten entstandenen Sprachen Pomoranisch (auch Ostseeslawisch genannt, das sind Kaschubisch und Slowinzisch), Polabisch (auch Elbslawisch genannt) und Polnisch zur Gruppe der „lechischen Sprachen“ zusammen. Die Bezeichnung Lech(isch) geht auf die 1295 geschriebene Polnische Chronik mit der Sage des Herzogs Lech als angeblichen Urvaters der Polen zurück. Somit wurde lechisch als slawische Bezeichnung für Pole Lech/Lach benutzt.
Das erste Schriftstück in slawischer (lechischer) Sprache ist ein im Heinrichauer Gründungsbuch erstmals polnisch geschriebener Satz des Jahres 1270 aus dem Kloster Heinrichau.
Nicht zu verwechseln sind die lechischen Sprachen mit Lachisch.

## Überblick
- Polnisch ISO 639-1 code: pl, ISO 639-2 code: pol
  - Schlesische Sprache ISO 639-3 code: szl
- Elb- und ostseeslawische Sprachen
  - Pomoranisch
    - Kaschubisch ISO 639-2 code: csb
    - Slowinzisch ISO 639-2 code: sla

  - Polabisch ISO 639-3 code: pox